# 克耶尔德·努伊斯
克耶尔德·努伊斯（荷蘭語：Kjeld Nuis，荷蘭語發音：[kjɛlt nœys]，1989年11月10日—），生于南荷兰省莱顿，荷兰男子速度滑冰运动员。

## 生平
努伊斯在七岁时开始接触滑冰，当时他在电视上看到速度滑冰比赛后，开始对滑冰感兴趣。2014年，他开始和2011年荷兰小姐冠军Jill de Robles交往，为了和女友在一起，他于2015年移居至埃门。两人的儿子于2016年出生，2018年年底，两人宣布分手。